# Szimbolikus írásbeliség
Az internetes felület használatával együtt jár az írásbeliség módosulása, a hagyományos írásbeliséghez képest új elemek jelennek meg, legfontosabb új jellemzője a szimbolikusság lesz. Az íráskép vizualitása és az abban rejlő szimbolikus üzenetátadás minden eddiginél erősebben járul hozzá a szöveg jelentésének értelmezéséhez a befogadó számára.

## Az internet kommunikációs műfaji jellemzői
"Az internet nyitott hálózat, vagyis a rajta zajló kommunikációba bárki bekapcsolódhat, akinek a technikai feltételei megvannak, és ezzel a felhasználók potenciálisan bármely más számítógéppel kapcsolatba kerülhetnek. Ez a kapcsolat pedig kétirányú, pont-multipont kommunikációt is lehetővé tesz, vagyis egy szövegalkotótól számtalan befogadóhoz juthat el egyszerre az írott szöveg a válaszadás ezzel megegyező szerkezetével együtt." (2005: 197, Bódi) Napjainkra ez a folyamat még inkább felgyorsult. Az okostelefonok által minden felhasználó azonnal publikációs felületet teremthet, az interneten akár több százmilliós nyilvánosság számára posztolhat, ezt bárki szabadon elérheti.
Az internetes kommunikáció egyik legfontosabb műfaji sajátossága a hipertextualitás, ezen a felületen az úgynevezett hiperlink. A hiperlinkek egymással lineáris kapcsolatban nem lévő szövegeket fognak össze. A hipertextus a gondolkodásra is nagy hatással van, befolyásolja az értelmezést, módosítja a befogadás sorrendjét. Ennek megfelelően az internetes szövegek alkotóinak úgy kell szöveget tervezniük, hogy ezeket a tág kontextuális hatásokat, illetve a szöveg hagyományos linearitásának megváltozását figyelembe vegyék. (1997, Bauman)
Az internet megszületése óta segíti az embereket abban, hogy könnyebben tartozzanak egy (akár virtuális, akár létező) csoporthoz. Természetesen a tökéletes beilleszkedéshez szükséges a csoportnyelv elsajátítása, ez nincs másképp a világhálótól független csoportokban, szubkultúrákban sem. Mivel az internetes csoport nem igényel személyes jelenlétet, így könnyebben szervezőnek meg, a tagok elfedhetik, módosíthatják valós személyiségüket, identitásukat. Ez az anonimitás eredményezi azt, hogy a tagok igen szabadon fejezik ki magukat, könnyebben sajátítják el a csoportnyelvi jellegzetességeket. Ez az internetes nyelvváltozat idővel egyre inkább eltér a köznyelvtől, leginkább fórumokon, közösségi oldalakon, csevegő oldalakon, cseten (chat) figyelhetjük meg.
"Az internetes szövegek egyik legjellemzőbb szövegszerkesztési törvényszerűsége, hogy a világhálón megjelenő írott szövegek üzenettovábbító szerepét kiegészítheti a hangos és képi kommunikációs csatorna. Az elektronikus levélhez külön ikon formájában megjelenő egyéb (írásos, képi, hang) állományokat csatolhatunk (magyarul hívhatjuk csatolmányoknak, angol terminológiával: attachment). A weboldalakon, a fórumokon, a weblogokban (internetes naplókban) a képi és hangi csatorna is megjelenik. Az internetes írásbeliség egyik legfontosabb műfaji sajátossága tehát az alapvetően írott szövegek multimedialitása. Ez a lehetőség az e-mail vagy egyéb internetes műfaj szövegét csak keretnek, kísérő üzenetnek fokozza le és egyszersmind multimédiás jelleget adhat az e-mail szövegének." (2005: 199, Bódi)

## Interaktív kommunikációs műfajok a világhálón
Az interneten megjelenő új műfajokat két fő szempont alapján emeljük ki: nyilvánosság és személyesség, valamint interaktivitás (annak foka).
Weboldalak: legnyilvánosabb és egyben legkevésbé interaktív műfaj. Ma már bárki készíthet saját weboldalt, itt főleg nyilvános közlésre szánt információk és dokumentumok jelennek meg.
Weblog (napjainkban blog): személyesebb "műfaj" a weboldalnál, személyes információkat oszt meg a nyilvánossággal. Kevésbé interaktív, de a Facebook térhódítása óta kedvelhető, kommentelhető felületté vált a legtöbb weblog is. Az adott személy oldala lehet anonim, de meg is oszthatja valós identitását.
Fórumok: hasonló a levelezéshez, de lassabb információcserét jelent, egyszerre egyirányú a kommunikáció. A legtöbb fórum regisztrációhoz kötött. Olyan közösségi, csoportos kommunikációt biztosítanak, ahol egy meghatározott témáról vagy a közösség által felvetett éppen aktuális témáról folyik az üzenetváltás elektronikus levélben vagy közvetlenül az interneten. (2005: 201, Bódi)
Chat: Természetesen ez a leginteraktívabb műfaj. Nagyon sok okostelefonra letölthető alkalmazás és chat-felület létezik (Viber, Google Talk, AirDroid, WhatsApp, MessageMe, Google Hangouts, WeChat stb.) a legmodernebbek már hangüzenettel, a Facebook oldalán működő chat például már telefonálás funkcióval bővített. Írásos formában történik a kommunikáció, fő célja a szóbeli beszédet megközelítő gyorsaság.
Elektronikus levelezés (e-mail): személyes levelezés, elektronikusan kódolt, az interneten keresztül áramlik számítógépről számítógépre. Hangsúlyos ebben a műfajban a szekvenciális interaktivitás, vagyis az a tulajdonság, hogy mindkét irányba továbbítja a médium a kommunikátumot, de egyszerre csak egy irányba működőképes. (2001: 14, Benczik)

## Szimbolikus írásbeliség az interneten
Evolúciós értelemben is fontos lépés az emberi kommunikáció történetében, amikor az írás és a képi ábrázolás együtt válik a tudás hordozójává és rögzítőjévé. (2001, 69, Nyíri) Az internetes műfajok, főleg pl. a chat alapja a gyorsaság, kreativitás, hatékonyság, így egyre erősebben használ szimbolikus, vizuális elemeket. Az írott szöveg olyan vizuális dimenzióval rendelkezik, amellyel a beszélt szöveg nem, és az írásos dokumentum gazdagságát és áttekinthetőségét csak emeli a képi elemek alkalmazása. (2001: 74, Nyíri id. Hiltz-Turoff 1978: 76-80)
A képi ábrázolás megelőzi az írásbeliséget. Az első barlangrajzok, a képi ábrázolás útján történő információcsere (vadászat stb. céljából) már 27 000 éve megjelenő médium. Az írás és a képiség médiumának szoros összekapcsolása ezért jelentős lépés, fokozatosan jelenik meg internetes szövegekben a szimbolikus írásbeliség.
A vizuális elemek egyik legfontosabb eleme az emotikon (hangulatjel). Az emotikonok leginkább a szövegbe ágyazva jelennek meg, vizuális szimbólumok, melyek jelentést hordoznak. Leginkább érzelmeket fejeznek ki, adott felületeken már önállóan, szöveg nélkül is hordozhatnak többlet információt. Az internetes felülettől elszakadva a mobilkommunikációban is megjelenő forma, használható sms-ben, bár az sms lassan kihaló felület, okostelefonra letölthető Messenger alkalmazásokban a leggyakoribb, a legkülönbözőbb jelekkel találkozhatunk. Az emotikonok már animált, mozgó változatban is megjelenhetnek csevegőkben, Facebookon már több száz mozgó emotikont tölthetünk le.